# Sélection tahitienne de badminton
 (décembre 2023).
Si vous disposez d'ouvrages ou d'articles de référence ou si vous connaissez des sites web de qualité traitant du thème abordé ici, merci de compléter l'article en donnant les références utiles à sa vérifiabilité et en les liant à la section « Notes et références ».
La sélection tahitienne de badminton est une équipe de badminton qui joue pour la Polynésie française dans les compétitions internationales disputées en Océanie. 
Ses joueurs sont surnommés les « fourmis rouges ».

## Compétitions par équipe
| Année | Lieu         | Compétition                                          | Sexe          | Place   | Équipe                      |
| ----- | ------------ | ---------------------------------------------------- | ------------- | ------- | --------------------------- |
| 2010  | Invercargill | Thomas Cup Preliminaries                             | Hommes        | 5e      |                             |
| 2010  | Invercargill | Championnats d'Océanie de badminton                  | Mixte         | 5e      |                             |
| 2011  | Nouméa       | Jeux du Pacifique                                    | Mixte         | 3e      |                             |
| 2012  | Ballarat     | Thomas Cup Preliminaries                             | Hommes        | 4e      |                             |
| 2014  | Ballarat     | Championnats d'Océanie de badminton                  | Mixte         | 4e 5e   | Tahiti 1 Tahiti 2           |
| 2016  | Auckland     | Championnats d'Océanie de badminton                  | Mixte         | 3e      |                             |
| 2016  | Auckland     | Championnats d'Océanie de badminton                  | Hommes Femmes | 3e · 4e | équipe hommes équipe femmes |
| 2017  | Gold Coast   | Championnat du monde de badminton par équipes mixtes | Mixte         | 27e     |                             |
| 2018  | Hamilton     | Championnats d'Océanie de badminton                  | Hommes Femmes | 3e · 4e | équipe hommes équipe femmes |
| 2019  | Melbourne    | Championnats d'Océanie de badminton                  | Mixte         | 4e      |                             |
| 2019  | Apia         | Jeux du Pacifique de 2019                            | Mixte         | 3e      |                             |
| 2020  | Ballarat     | Championnats d'Océanie de badminton                  | Hommes Femmes | 3e · 4e | équipe hommes équipe femmes |
| 2021  | Vantaa       | Championnat du monde de badminton par équipes mixtes | Mixte         | 16e     |                             |
| 2021  | Aarhus       | Thomas Cup                                           | Hommes        | 14e     |                             |
| 2021  | Aarhus       | Uber Cup                                             | Femmes        | 16e     |                             |

## Compétitions par équipe junior
| Année | Lieu      | Compétition                                 | Sexe  | Place   | Équipe            |
| ----- | --------- | ------------------------------------------- | ----- | ------- | ----------------- |
| 2011  | Suva      | Championnats d'Océanie de badminton juniors | Mixte | 5e      |                   |
| 2013  | Punaauia  | Championnats d'Océanie de badminton juniors | Mixte | 3e · 4e | Tahiti 1 Tahiti 2 |
| 2015  | Auckland  | Championnats d'Océanie de badminton juniors | Mixte | 4e      |                   |
| 2017  | Nouméa    | Championnats d'Océanie de badminton juniors | Mixte | 3e      |                   |
| 2019  | Melbourne | Championnats d'Océanie de badminton juniors | Mixte | 3e      |                   |